# Indaco (gruppo musicale)
Indaco è un ex gruppo italiano di musica etnica, certamente una delle band più importanti del panorama italiano, attivo dal 1992 al 2007, e fondato da Mario Pio Mancini e Rodolfo Maltese, quest'ultimo noto per essere stato il chitarrista storico del Banco del Mutuo Soccorso.

## Storia

### Periodo pre-Indaco
Le origini del gruppo risalgono al 1992, quando Mancini (bouzouki, violino, mandola) e Maltese (chitarra) decidono di fondare un gruppo dedito alla musica etnica. In realtà, il progetto non viene pensato come un vero e proprio gruppo musicale: infatti, attorno alla coppia di musicisti, ruotano numerosi collaboratori che appaiono in veste di meri ospiti.
Il duo pubblica un vinile che, stampato in sole 1000 copie, tuttora inedito in Cd, esce a nome Mario Pio Mancini, Rodolfo Maltese and The New Ensemble. Grazie al titolo di quell'album (appunto Indaco), ha preso forma e nome questa band, che nel corso del decennio successivo sarebbe stata riconosciuta quale principale artefice del nuovo suono etnico peninsulare.
L'opera discografica vedeva la presenza di numerosi artisti, tra cui preme citare almeno il violinista Stefano Tavernese, futuro collaboratore della PFM nella tournée di Ulisse.
Nel 1995 viene pubblicato, anch'esso in una tiratura di sole 1000 copie, il Cd Flying with the Chakras, il quale, pur essendo uscito a nome del solo Mario Pio Mancini, vede la partecipazione di tre membri del futuro gruppo: Rodolfo Maltese alla chitarra, Arnaldo Vacca alle percussioni e Rino Zurzolo al basso.
L'opera ospita anche la cantante e arpista celtica Fiona Davidson, alter ego scozzese di Lorena McKennit, scoperta dallo stesso Mancini in un pub romano.

### Indaco
Al 1997 risale il primo album vero e proprio del gruppo, intitolato Vento del deserto, comprendente una formazione nella quale, oltre ai già citati Mancini, Maltese, Vacca e Zurzolo (quest'ultimo, in veste di ospite), compaiono anche il tastierista Carlo Mezzanotte, il bassista Luca Barberini e, appena fuoriuscito dal Banco del Mutuo Soccorso, il batterista Pierluigi Calderoni. Il Cd vede ospiti quali Toni Esposito, Antonello Salis, Massimo Carrano (che entrerà stabilmente in organico nel 2006), Enzo Gragnaniello, Francesco Di Giacomo (Banco del Mutuo Soccorso) e, soprattutto, Mauro Pagani, elemento di spicco della PFM.
Gli ultimi tre compariranno, sempre in qualità di ospiti, anche nel successivo lavoro, Amorgos (1999), unitamente a Mario Rivera (Agricantus), Vittorio Nocenzi (Banco del Mutuo Soccorso), Andrea Parodi (compianto leader dei Tazenda), nonché Lester Bowie, mostro sacro del jazz internazionale.
In questo periodo la band vede sfumare la possibilità di partecipare al Festival di Sanremo. Il gruppo, infatti, compone un brano dal titolo Salentu (insieme ad Andrea Parodi che compare anche in veste di cantante), con l'obiettivo di partecipare alle selezioni per accedere al Festival di Sanremo, con il nome di Andrea Parodi e Indaco: «il pezzo piacque molto, ma fu purtroppo scartato perché gli Indaco erano un gruppo de Il Manifesto», ha riferito Mancini in una intervista web. Il brano rimarrà inedito per almeno 6 anni.
Dopo Spezie (2000), primo ed unico live della band, contenente anche alcuni episodi in studio (e nel quale suona, in qualità di collaboratore, un altro futuro membro degli Indaco, Antonio Magli), sarà la volta di Terra Maris (2002), preceduto dall'unico singolo finora realizzato dalla band, Anteprima Terra Maris, distribuito in occasione del concerto del trentennale del Banco del Mutuo Soccorso (ove gli stessi Indaco suoneranno in qualità di ospiti). L'organico si estende ulteriormente con l'innesto della cantante Gabriella Aiello, già apparsa nelle esibizioni live da diverso tempo. Nel lavoro – oltre ad Andrea Parodi, Massimo Carrano e all'immancabile Mauro Pagani – suona Eugenio Bennato, Paolo Fresu, Daniele Sepe.
L'antologia Porte d'oriente (2005) raccoglie brani attinti da Flying with the Chakras (l'album solo di Mancini), Vento del deserto, Amorgos e Spezie. Assenti pezzi da Terra Maris, invece, poiché la band non riuscì ad ottenere l'autorizzazione dalla casa discografica, Helikonia. In realtà, mancavano anche testimonianze del primissimo lavoro, quello uscito a nome The New Ensemble: una scelta consapevole, quest'ultima, principalmente legata al fatto che la musica degli esordi era profondamente mutata, dopo ben 13 anni di attività; senza contare che nessuno dei musicisti che era apparso in quell'album faceva ormai parte della formazione del 2005, a parte, naturalmente, Mancini e Maltese. Il già citato brano dal titolo Salentu - estrapolato dalla esperienza sanremese - è l'unico brano inedito dell'antologia tutta. Nelle note di copertina di Porte d'Oriente viene riportato che alla formazione si era aggiunto un secondo tastierista, Antonio Magli, già collaboratore nell'album Spezie. In realtà Carlo Mezzanotte, l'originario tastierista, non suonava più da almeno 3-4 anni, mentre Gabriella Aiello era appena uscita dalla formazione. Arnaldo Vacca, inoltre, negli ultimi 2-3 anni si era raramente esibito dal vivo con il gruppo poiché spesso impegnato con Massimo Ranieri, con cui suonava da lungo tempo. Per questo motivo veniva spesso sostituito da Andrea Piccioni (allievo dello stesso Vacca) o, talvolta, da Massimo Carrano (che aveva collaborato in “Vento del deserto” e “Terra Maris”). Proprio quest'ultimo, lo sostituirà la sera del 28 gennaio 2006, presso l'Auditorium di Roma, nel corso del concerto tenuto per celebrare i 10 anni di attività del gruppo: da quel momento in poi, Vacca non farà più parte degli Indaco e Carrano vi entrerà stabilmente, in sua vece.
Al 2006 risale l'ultimo lavoro del gruppo, il Dvd Tracce mediterranee, che documenta proprio il concerto di cui sopra, durante il quale, peraltro, intervengono in qualità di ospiti Raiz (Almamegretta), Rosie Wiederkehr (Agricantus) e Francesco Di Giacomo (Banco del Mutuo Soccorso). Poco dopo, anche Mancini non sarà più della partita, per motivi mai del tutto chiariti.

### Periodo post-Indaco
A questo punto nascono due tronconi, ciascuno capeggiato dai due leader. Da un lato Rodolfo Maltese con gli Indaco, dall'altro Mario Pio Mancini con Ypsos prima, Nu Indaco successivamente.
Quanto ai primi, Rodolfo Maltese sceglierà di continuare con musicisti che nel tempo si erano avvicendati all'interno del complesso: Pierluigi Calderoni alla batteria, Luca Barberini al basso, Antonio Magli alle tastiere e il già citato Massimo Carrano alle percussioni e alla voce, ai quali si aggiunge successivamente Massimo Alviti, suonatore di chitarre, oud e sitar.

Tuttavia, dopo diverse esibizioni dal vivo, questa formazione si disperde senza lasciare un'opera discografica.

## Discografia

### Album
- 1992 Indaco, autoproduzione, MPM 001, uscito a nome "Mario Pio Mancini, Rodolfo Maltese and The New Ensemble"
- 1995 Flying With The Chakras, Babaji, CD-01-95, uscito a nome “Mario Pio Mancini”
- 1997 Vento del deserto, Il Manifesto, CD013
- 1999 Amorgos, Il Manifesto, CD037
- 2000 Spezie, Il manifesto, CD057 live
- 2002
  - Anteprima Terra Maris, Helikonia, HKVS02502, singolo di 4 brani di cui 2 in versione diversa da quella che apparirà nell'album
  - Terra Maris, Helikonia, HKVS1102
- 2005 Porte d'Oriente, Squilibri/Il Manifesto, CD155, antologia con inediti

### Dvd
- 2006 Tracce mediterranee, III Millennio, 0229, live

## Formazioni

### 1994-2003
- Rodolfo Maltese - chitarra
- Mario Pio Mancini - violino, bouzuki
- Arnaldo Vacca - percussioni
- Pierluigi Calderoni - batteria
- Luca Barberini - basso
- Carlo Mezzanotte - tastiere
- Gabriella Aiello - voce

### 2007
- Rodolfo Maltese - chitarra
- Pierluigi Calderoni - batteria
- Luca Barberini - basso
- Antonio Magli - tastiere
- Massimo Carrano - percussioni, voce
- Massimo Alviti - chitarra, oud e sitar